# Будённовский (Волгоградская область)
Будённовский — хутор в Новоаннинском районе Волгоградской области России. Входит в состав Краснокоротковского сельского поселения. Население 29 человек (2010).

## География
Расположен в северо-западной части области, в лесостепи, в пределах Хопёрско-Бузулукской равнины, являющейся южным окончанием Окско-Донской низменности, возле оз. Подпешное.
Уличная сеть не развита.
Абсолютная высота 85 метров над уровнем моря.

## Население
| 2010 |
| ---- |
| 29   |

Гендерный состав
По данным Всероссийской переписи населения 2010 года в гендерной структуре населения из 29 человек мужчин — 17, женщин — 12 (58,6 и 41,4 % соответственно).
Национальный состав
Согласно результатам переписи 2002 года, в национальной структуре населения
русские составляли 74 % из общей численности населения в 27 человек

## Инфраструктура
Личное подсобное хозяйство.
Ведется газификация хутора. Внутрипоселковый газопровод включён в областную целевую программу «Газификация Волгоградской области на 2013—2017 годы».

## Транспорт
Просёлочные дороги.